# Udręka życia
Udręka życia (hebr. ‏מלאכת החיים‎) – tragikomedia autorstwa Hanocha Levina, wystawiona po raz pierwszy w czerwcu 1989 roku w Teatrze Narodowym Izraela - Habimie w Tel Awiwie. Polska prapremiera, pod zmienionym tytułem Kaskada, miała miejsce 17 września 2011 w Teatrze im. Jaracza w Łodzi. Jeszcze w tym samym roku inne inscenizacje tego samego tekstu zostały wystawione, już jako Udręka życia, w Teatrze Narodowym w Warszawie oraz w Teatrze im. Słowackiego w Krakowie. Wersja warszawska została w 2013 zarejestrowana, w oryginalnych wnętrzach Teatru Narodowego, choć bez udziału żywej publiczności, na potrzeby Teatru Telewizji. W 2015 nagrano wersję dla Teatru Polskiego Radia.

## Opis fabuły
Jona i Lewiwa Popochowie są małżeństwem z czterdziestoletnim stażem. Pewnej nocy gruboskórny z natury Jona nie może spać, budzi więc swoją uległą żonę i oznajmia jej, że postanowił od niej odejść. Bezsenna noc staje się czasem pozbawionego złudzeń, szczerego do bólu rozrachunku starzejącej się pary ze sobą nawzajem, ale też z własnym życiem: z przemijaniem, z coraz wyraźniej widoczną na horyzoncie śmiercią, z niespełnionymi marzeniami i nadziejami. Jako tło dla głównych bohaterów pojawia się też ich zupełnie samotny znajomy Gunkel, którego sytuacja każe Jonie i Lewiwie zastanowić się, czy mimo całego trudu życia w parze, zwłaszcza na jesieni życia, nie jest ono jednak lepsze od samotności.

## Polskie inscenizacje
| rok         | miejsce                                      | reżyseria            | wystąpili:         | wystąpili:          | wystąpili:         |
| rok         | miejsce                                      | reżyseria            | Jona               | Lewiwa              | Gunkel             |
| ----------- | -------------------------------------------- | -------------------- | ------------------ | ------------------- | ------------------ |
| 2011        | Teatr im. Jaracza w Łodzi                    | Agnieszka Olsten     | Mariusz Saniternik | Ewa Wichrowska      | Andrzej Wichrowski |
| 2011 (2013) | Teatr Narodowy w Warszawie (Teatr Telewizji) | Jan Englert          | Janusz Gajos       | Anna Seniuk         | Włodzimierz Press  |
| 2011        | Teatr im. Słowackiego w Krakowie             | Iwona Kempa          | Tomasz Międzik     | Anna Tomaszewska    | Radek Krzyżowski   |
| 2012        | Teatr Drewniana Kurtyna w Żarach             | Roman Krzywotulski   | Mariusz Pękala     | Katarzyna Pękala    | Tadeusz Matkowski  |
| 2013        | Teatr Polski w Szczecinie                    | Adam Opatowicz       | Jacek Polaczek     | Elżbieta Donimirska | Jacek Piotrowski   |
| 2015        | Teatr Polskiego Radia                        | Anna Wieczur-Bluszcz | Mariusz Benoit     | Stanisława Celińska | Jerzy Łapiński     |
| 2024        | Teatr im. Wilama Horzycy w Toruniu           | Eva Rysová           | Niko Niakas        | Karina Krzywicka    | Paweł Tchórzelski  |

źródło: